# Montfort-sur-Meu

Montfort-sur-Meu este o comună în departamentul Ille-et-Vilaine, Franța. În 1 ianuarie 2022 avea o populație de 6.767 de locuitori.